# Meiert Avis
Meiert Avis (1952) è un regista irlandese, attivo soprattutto nel mondo dei videoclip e della pubblicità televisiva.

## Biografia
Ha lavorato per artisti come Bob Dylan, U2, Bruce Springsteen, Avril Lavigne, Paramore, Alanis Morissette, Flyleaf, Jennifer Lopez, New Found Glory, Josh Groban, Ryūichi Sakamoto, Seal, Macy Gray, The Pretty Reckless e altri.
Ha vinto diverse volte il Grammy Award nella categoria "miglior video musicale" e l'MTV Video Music Awards.
Tra gli spot commerciali da lui diretti vi sono quelli per i marchi Toyota, Pioneer, Lexus, Adidas, ESPN. Ha vinto il Festival Internazionale della Creatività Leoni di Cannes.
Ha diretto anche due lungometraggi, numerosi cortometraggi e documentari.

## Filmografia
- Lontano da casa (Far From Home) (1989)
- Undiscovered (2005)